# Le Moulin sur la Floss
 (janvier 2024).
Si vous disposez d'ouvrages ou d'articles de référence ou si vous connaissez des sites web de qualité traitant du thème abordé ici, merci de compléter l'article en donnant les références utiles à sa vérifiabilité et en les liant à la section « Notes et références ».
Le Moulin sur la Floss (titre original : The Mill on the Floss) est un roman de la femme de lettres britannique George Eliot, paru en 1860.
En France, il est paru en 1863 sous le titre La Famille Tulliver, ou le Moulin sur la Floss. En 2020, il fait partie des oeuvres de l'autrice, dont notamment Middlemarch, publiées par la Bibliothèque de la Pléiade.

## Résumé
En Angleterre, au début du XIXe siècle. M. Tulliver, propriétaire d'un moulin, a deux enfants : Tom, impétueux et arrogant, et Maggie, neuf ans, au grand cœur. Maggie a pour ami Philip, un bossu que Tom n’aime pas à cause d'une vieille querelle entre leurs pères respectifs. Devenu adulte, Tom tente de rétablir la fortune perdue de la famille et d'empêcher qu'un amour naisse entre Maggie et Philip. Lorsque Stephen, le fiancé de leur cousine Lucy, entre en scène, les conflits vont mener à "un saisissant final apocalyptique".
Texte lire en ligne sur Gallica

## Adaptations au cinéma et à la télévision
- 1937 - The Mill on the Floss, film britannique de Tim Whelan, avec Frank Lawton, Victoria Hopper, Geraldine Fitzgerald et James Mason.
- 1965 - The Mill on the Floss, mini-série britannique de Rex Tucker (en), avec Jane Asher, Barry Justice.
- 1978 - The Mill on the Floss, mini-série britannique de Ronald Wilson, avec Christopher Blake, Pippa Guard et Judy Cornwell.
- 1997 - The Mill on the Floss, téléfilm britannique de Graham Theakston, avec Emily Watson, Bernard Hill.